# 윌리엄 하비
윌리엄 하비(William Harvey, 1578년~1657년)는 영국의 의사·생리학자이다. 켄트주의 포크스턴에서 출생하여, 케임브리지 대학을 졸업하고, 1598년에 이탈리아의 파도바 대학에 유학한 후 1602년에 돌아왔으며, 1609년에는 바르톨로메 병원의 주임 의사가 되었다. 1623년 제임스 1세와 1627년찰스 1세의 시의가 되기도 했다. 인체의 구조를 연구했는데 아리스토텔레스의 소 우주론에 영향을 받아서 특히 심장에 관심을 갖고 연구했다. 스승인 파브리키우스의 영향으로 실제적으로 실험해서 연구해야 한다는 사상을 이어서 받았으며 그가 발견한 판막의 역할을 제대로 추측해서 자신의 혈액순환론의 근거로 삼기도 했다. 1628년 《동물의 심장과 혈액의 운동에 관한 해부학적 연구》를 출판하였다. 이 책은 혈액순환론을 제시한 짧은 논문으로써 당시 갈레노스의 이론에 지배받던 생물학,의학계에 과학 혁명을 일으킨 시발점이 됐다는 평가를 받지만 당시에는 인정받지 못했다. 또한 이 책은 기존 이론 모순을 제시및 반박,새로운 가설 설정과 실험을 통한 가설검증이라는 근대과학의 순서를 모두 따라서 자신의 의견을 증명한것으로 그 내용뿐만 아니라 형식적으로도 중요한 저서이다. 그는 또 잘 알려지지는 않았지만 발생학에도 기여를 했는데, 1651년에는 《동물발생론 》을 저술하여 동물은 모두 알에서 발생한다고 주장하기도 했다. 저서로는 《동물의 심장과 혈액의 운동에 관한 해부학적 연구》, 《동물발생론》등이 있다.

## 생애
윌리엄 하비는 1578년 4월 1일 영국 켄트주 포크스턴의 부유한 집안에서 아홉 자녀들 중 맏아들로 태어났다. 형제들 중 유일하게 과학자의 길을 걸었다. 그의 동생들은 런던에서 상인으로 성공했다. 그의 아버지인 토마스 하비는 포크스턴에서 상당히 성공한 사업가로 잘 알려져 있었다.
어린 시절, 캔터베리의 킹스 스쿨에서 열 살 때부터 교육을 받기 시작했고, 라틴어와 그리스어를 익혔고, 1593년 케임브리지 대학의 곤빌 앤드 케이스 칼리지에서 장학금을 받으며 의학과 교양 과정을 공부했다. 1597년 케임브리지 대학을 졸업한 후 르네상스 시대 선진의학의 중심지였던 이탈리아 파도바 대학으로 유학하여 의학을 공부하였는데 이 때 저명한 해부학자인 파브리키우스에게 가르침을 받았다. 이 후 1602년 유학 생활을 마친 후 귀국한 뒤 런던에서 진료소 문을 열었다. 그는 큰 성공을 거두었다. 그가 치료한 환자 중에는 대법관이던 프랜시스 베이컨과 신성 로마 제국 황제의 궁정에 대사로 파견된 이룬델 백작도 있었다. 1604년에 엘리자베스 브라운과 결혼한다. 그 후 남은 인생의 대부분을 보내게 되는 런던 세인트바솔로뮤 병원에 근무하게 된다. 그 후에도 1607년 왕립의사 학회 회원으로 선출되고, 1609년에는 세인트바솔로뮤 병원의 내과 의사로 임명되었다. 1615년 학회에서 해부학과 외과 강사로 임명되며 1616년에 하비는 심장과 혈액에 관한 자신의 개념과 발견을 설명하는 일련의 강의를 시작했다. 1623년 제임스 1세, 1627년 찰스 1세의 시의가 되는 등 탄탄대로를 걷는다. 1628년에 이르러서는 그의 저서로 가장 유명한 "동물의 심장과 혈액의 운동에 관한 해부학적 연구" (원제:Exercitatio Anatomica de Motu Cordis et Sanguinis in Animalibus)를 지필하였고 그 후에 1651년 "동물발생론"(Exercitationes de Generatione Animalium)을 지필하였 1654년 하비는 왕립 의과 대학 총장으로 선출되지만, 일흔여섯 살이었던 그는 그 직책을 수행하기에 너무 늙었다고 판단하여 사양하였다. 그리고 6년 뒤인 1657년 6월 3일 하비는 영국의 런던에서 생을 마감하게 된다.

## 과학적 연구

### 영향을 끼친 요소들
하비의 연구에 영향을 끼친 요소들은 크게 3가지로 볼 수 있다. 첫째는 파도바 대학으로써 그가 케임브리지 대학을 졸업하고 파도바 대학에 의학을 공부하러 갔을때 당시 파도바 대학은 공개 해부학 강의를 하고 있었다. 이 강의는 말 그대로 공개적으로 넓은 홀에서 해부를 하면서 강의를 하는 것으로 지도교수인 의사가 직접 해부하기보다는 조수를 시켜서 해부를 하면 그 내용을 지도교수가 갈레노스의 이론과 맞다고 설명하는 방식이었다. 이런 해부는 나중에 하비에게 하여금 실제로 해부를 하면서 연구를 하게 영향을 끼친다.
두 번째로는 그의 스승인 파브리키우스가 있다. 파브리키우스는 당시 파도바 대학의 강의에서 벗어나 실제로 자신이 실험이나 해부 혹은 관찰을 통해서 알아낸 것들을 가르쳤다. 이 중에는 정맥에서의 판막의 발견도 있었다. 파브리키우스의 이런 연구방식은 후에 하비에게도 똑같이 전해진다.
또한 파브리키우스는 아리스토텔레스의 소 우주론에 영향을 받은 사람으로써 그의 제자인 하비에게도 이 사상은 그대로 전해져서 하비 역시도 심장이 우리 몸의 중심이자 모든 생기의 근원이라 생각한다. 이는 하비가 심장을 중점적으로 연구하게된 계기가 되고 후에 혈액순환론으로까지 이어져서 갈레노스의 이론을 깨부수는 생물학에 과학 혁명을 가져온다. 천문학과 물리학에서의 과학혁명의 중점은 아리스토텔레스의 이론을 탈피하는 것이였지만 생물학에서는 아이러니하게도 아리스토텔레스의 이론에 도움을 받아 과학혁명을 이루게 된다.

### 하비의 연구 방식
하비의 연구 방식은 이론과 실험이 결합된 방식으로 완벽히 근대과학의 연구 틀을 지켰다. 하비는 일단 그전의 이론을 생각하고 그 이론이 맞다면 어떤일이 일어날지를 생각해봤다. 그 다음은 그것이 타당한가 생각했고 불가능하다면 그것을 계산을 통해서 모순을 보여주었다. 이렇게 그 전의 이론을 반박하고 그 자신의 새로운 이론 즉 가설을 세웠다. 가설을 세운 후에는 그 가설을 검증하기 위한 실험과 관찰을 계속해서 자신의 가설을 증명했다.
그가 얼마나 철저하게 실험과 해부로 자신의 연구를 뒷받침했는지 실제로 그의 혈액순환론은 그가 처음 이 가설을 생각해내고 10년간 해부와 연구를 통해 뒷받침할 근거를 찾은 후 발표됐다.
또한 하비는 해부또한 많이 한 것으로 유명하다. 그는 많은 종류의 동물을 살아 있는 채로 해부했다. 그 이유는 심장의 작용을 좀더 정확하게 알기 위해서였으며 특히 심장박동이 느린 냉혈동물의 심장을 많이 해부하고 연구했다. 이 과정에서 그는 폐순환을 발견하지만 아쉽게도 이것이 최초의 발견은 아니다.

### 혈액순환론
혈액순환론은 하비의 저서인 《동물의 심장과 혈액의 운동에 관한 해부학적 연구》에 처음 소개되었다. 하비는 일단 갈레노스의 혈액파도설이 맞다면 인간의 피는 매일 (한 번 박동 할 때마다 나오는 피의 양)*(하루동안 뛰는 수)를 곱한 만큼의 피의 양이 나와야 한다고 생각했다. 이를 계산하니 1800L라는 양이 나왔고 사람이 매일 1800L의 피를 소비한다면 적어도 매일 이 정도의 양을 먹어야하는데 이는 불가능하고 실제로도 그렇지 않다. 즉 모순인 것이다. 이에 하비는 스승인 파브리키우스의 판막을 생각했고 판막의 역할은 혈액이 순환하기에 생기는 흐름을 일정하게 유지시키는 수문 같은 것이라 추측했다. 그 후 10년간 자신의 주장을 뒷받침할 실험들을 행하였는데 결찰사실험은 그 중에서도 가장 유명하다. 결찰사 실험이란 팔의 윗부분은 줄로 묶는데 이때 세게 묶으면 피부 깊숙한 곳의 동맥까지 묶여서 팔의 윗부분이 부풀어오르고 조금 약하게 묶으면 정맥만 묶여서 아랫부분이 부풀어 오른것을 관찰한 실험으로 동맥과 정맥이 이어져 있음을 보인 실험이다. 또한 그는 혈관에 가는 철사를 꽂을때 한쪽으로만 잘 들어감을 실험해서 혈관에는 혈액이 한쪽으로만 흐르는 사실도 알아냈다. 이러한 수많은 실험들로 하비는 자신의 혈액순환론을 증명하고 주장하지만 당시에 이런 하비의 주장은 인정받지 못했으며 심지어 그의 스승인 파브리키우스마저도 하비를 비난했다고 한다.

### 그 외 업적
하비는 130여 종의 포유류를 대상으로 심장과 혈관을 조사했고, 심방과 심실 사이에서 혈액을 한쪽 방향으로만 흐르게 하는 판막을 확인했다. 그는 또 정맥에 있는 판막 역시 혈액을 한쪽 방향으로만 흐르게 한다는 사실도 발견했다. 하비의 실험에서 살아 있는 뱀의 대정맥을 잡아 묶자, 정맥이 부풀어 오르면서 심장은 작아지고 색이 창백해졌다. 그는 이 실험을 통해 혈액은 정맥을 통해 심장으로 돌아간다고 결론 내렸다. 그리고 대동맥을 잡아 묶자, 심장이 부풀어 오르면서 색이 진홍빛으로 짙어졌다. 심장에 혈액이 가득차서 부풀어 오른 것이었다. 하비는 이 실험을 통해 혈액은 대동맥을 통해 심장에서 흘러나온다는 결론을 얻었다. 하비는 심실이 펌프처럼 작용해 혈액을 폐동맥과 대동맥으로 보내는 근육이라는 사실을 발견했다. 대정맥 – 우심실 – 허파동맥 – 허파 – 좌심실 – 심장수축 – 대동맥 – 동맥계으로 이어지는 폐순환을 발견해냈다.
또한 이 과정에서 우심실에 판막이 있으며, 이 판막이 피가 반대 방향으로 흐르는 것을 막는 작용을 한다는 사실도 발견했다. 그러나 판막의 존재 이유를 혈압과는 관련짓지는 못하고 수로에서의 판문 정도로 생각했다.
또한 발생학에서도 많은 임신상태의 동물들을 해부하고 죽은 임신한 생명체들을 관찰해서 모든 생명체는 알에서 깨어난다는 것을 주장했다. 그러나 정자의 역할을 규명하지 못해 수정 시 원거리 상에서 일정한 생명력이 전달되어 발생된다고 설명하였다.

## 후대에 끼친 영향
하비의 한계는 너무 아리스토텔레스의 소우주론에 집착한 나머지 허파와 심장의 관계를 제대로 설명해내지 못한 점이 있다. 즉 폐순환과 대순환(체순환)을 연결하지 못한 것이다. 그는 심장을 피를 흐르게 하는 장기가 아니라 생명력까지 더하는 장기로 봤다. 또한 그는 동맥과 정맥이 만나는 지점인 모세혈관도 찾지 못했다. 이는 그가 인정을 못 받는 가장 큰 이유가 되며 사후 30년 후 말피기에 의하여 발견된다. 하지만 하비는 피가 순환한다는 사실을 정량적인 계산과 근대적인 실험을 통해서 증명했다. 다시 말하면 그는 그야말로 근대과학의 근본적인 특성인 계산과 실험을 훌륭하게 사용해서 피의 순환을 증명했다는 것이다. 즉 하비의 업적은 그것의 순수한 과학적 업적도 있지만 근대과학의 시발점, 특히 생물학 분야에서는 천년이 넘게 지배해온 갈레 노스의 사상을 처음으로 반박하고 의문을 갖게 해 생물학의 과학혁명을 이루었다는 점을 높이 살 만하다.
- 과학은 흐른다 6권 -정혜용 저
- 하비가 들려주는 혈액 순환 이야기/손선영 지음/
- 동물의 심장과 혈액의 운동에 관한 해부학적 연구/한글판 번역본